# ミスター・ジョーズ
「ミスター・ジョーズ」（Mr. Jaws）は、音楽プロデューサーのディッキー・グッドマンが1975年に発表したノベルティ・ソング。

## 概要
タイトルどおり、1975年6月に公開されたスティーヴン・スピルバーグ監督の映画『ジョーズ』をパロディにした作品である。レポーターに扮したグッドマンが、鮫（"ミスター・ジョーズ" と呼ばれる）と映画の主要人物であるブロディ警察署長、海洋学者のマット・フーパー、漁師のクイントの四者にインタビューをしていく。インタビューの回答はすべてその年にヒットしたポピュラー・ソングのサンプリングで構成されている。
同年10月11日付のビルボード・Hot 100で4位を記録した。キャッシュボックス Top 100では1位を記録し、ゴールドディスクに輝いた。

## 使用された楽曲
サンプリングされた楽曲を登場順に記載する。なおオリビア・ニュートン＝ジョンの「プリーズ・MR・プリーズ」とグレン・キャンベルの「ラインストーン・カウボーイ」は、アルバム・バージョンではオリジナル音源は使われず、似せたサウンドで新たに作られた音源が使われている。
|    | 曲名                       | 原題                                 | アーティスト名                                     | 発表時期      |
| -- | -------------------------- | ------------------------------------ | -------------------------------------------------- | ------------- |
| 1  | ジョーズのテーマ           | Theme From Jaws                      | ジョン・ウィリアムズ                               | 1975年6月20日 |
| 2  | ファンキー・ダイナマイト   | Dynomite                             | バズーカ                                           | 1975年        |
| 3  | プリーズ・MR・プリーズ     | Please Mr. Please                    | オリビア・ニュートン＝ジョン                       | 1975年2月12日 |
| 4  | 君の愛に包まれて           | How Sweet It Is (To Be Loved by You) | ジェームス・テイラー                               | 1975年5月1日  |
| 5  | 仲間よ目をさませ!          | Why Can't We Be Friends?             | ウォー                                             | 1975年4月     |
| 6  | ゲット・ダウン・トゥナイト | Get Down Tonight                     | KC&ザ・サンシャイン・バンド                        | 1975年2月11日 |
| 7  | ハッスル                   | The Hustle                           | ヴァン・マッコイ &ザ・ソウル・シティ・シンフォニー | 1975年4月18日 |
| 8  | 愛ある限り                 | Love Will Keep Us Together           | キャプテン&テニール                                | 1975年4月     |
| 9  | ラインストーン・カウボーイ | Rhinestone Cowboy                    | グレン・キャンベル                                 | 1975年5月26日 |
| 10 | 呪われた夜                 | One of These Nights                  | イーグルス                                         | 1975年5月19日 |
| 11 | ジャイヴ・トーキン         | Jive Talkin'                         | ビージーズ                                         | 1975年5月31日 |
| 12 | アイム・ノット・イン・ラヴ | I'm Not in Love                      | 10cc                                               | 1975年3月11日 |
| 13 | ミッドナイト・ブルー       | Midnight Blue                        | メリサ・マンチェスター                             | 1975年1月     |